# Martín Fresneda
Juan Martín Fresneda (1975, Mar del Plata) es un abogado, político, militante por los derechos humanos, y uno de los fundadores de HIJOS (organismo defensor de los DDHH) que se desempeñó como secretario de Derechos Humanos de la Nación periodo 2012 - 2015, Legislador Provincial de Córdoba y jefe del bloque Córdoba Podemos periodo 2015 - 2019. El 10 de diciembre del 2019 asumió como Director del Observatorio de Derechos Humanos del Senado de la Nación, cargo que desempeña hasta la actualidad.

## Biografía
Nació en 1975 en Mar del Plata. Sus padres, Tomás Fresneda y María de las Mercedes Argañaraz, fueron secuestrados en 1977 durante La Noche de las Corbatas, operativo con el que la dictadura cívico militar desapareció a un grupo de abogados laboralistas. En el momento del secuestro María de las Mercedes estaba embarazada, junto a su familia, aún busca a su hermana/o.
Su militancia se gestó en los Organismos de Derechos Humanos de Córdoba, principalmente en H.I.J.O.S agrupación de la cual fue uno de los fundadores.
Es abogado egresado de la Universidad Nacional de Córdoba.
Fue representante legal de Familiares de Detenidos y Desaparecidos por Razones Políticas de Córdoba e H.I.J.O.S Regional Córdoba, y colaborador del Centro de Estudios Legales y Sociales, de los Servicios de Radio y Televisión de la UNC, y del gremio Luz y Fuerza.
En el ámbito de los derechos humanos, como abogado e integrante de H.I.J.O.S, Fresneda tuvo un rol protagónico como querellante en el juicio que condenó a los represores Luciano Benjamín Menéndez (quien fue jefe del Tercer Cuerpo del Ejército en Córdoba) y Jorge Rafael Videla por delitos de lesa humanidad, durante la última dictadura cívico-militar en la ciudad mediterránea.
Desde el 2009 integra la conducción de La Jauretche y del 2011 es apoderado del Frente para la Victoria, año en el que además fue candidato a Diputado Nacional.
Fue designado por la presidenta Cristina Fernández de Kirchner, Gerente Regional de la ANSES Córdoba en el 2011 y Secretario de Derechos Humanos de la Nación en el 2012, cargo en el que se desempeñó hasta diciembre del 2015.
Durante su gestión impulsó políticas públicas vinculadas a Memoria, Verdad y Justicia, y proyectos de ley para la ampliación y protección de derechos en relación con Género y Diversidad, Pueblos Originarios, Migrantes, Discapacidad y Salud Mental.
En 2013 representó a la Argentina ante la ONU, en el Examen Periódico Universal del Consejo de Derechos Humanos de Naciones Unidas que se realizó en Ginebra.
En 2015 en el marco de las elecciones provinciales encabezó la lista de legisladores del Frente Córdoba Podemos. Lugar que ocupó hasta diciembre del 2019.
Ese mismo año fue convocado para ser Director del Observatorio de Derechos Humanos del Senado.